# Глебов, Николай Прокопьевич
Никола́й Проко́пьевич Гле́бов (3 декабря 1918, Верхняя Алабуга, Тобольская губерния — 27 августа 1987, Курган) — Герой Социалистического Труда, первый секретарь Целинного райкома КПСС Курганской области. Участник советско-японской войны, майор.

## Биография

### Довоенная биография
Николай Прокопьевич Глебов родился 3 декабря 1918 года в крестьянской семье в деревне Верхняя Алабуга Плотниковской волости Курганского уезда Тобольской губернии. Территорию контролировали белогвардейские войска Российского государства. Ныне деревня входит в Звериноголовский муниципальный округ Курганской области.
Окончил школу-семилетку в станице Звериноголовской. Как отличник для продолжения учёбы был направлен в Куртамышский сельскохозяйственный техникум.
После окончания техникума в 1939 году направлен на работу в Дубровинскую МТС, село Матвеевка Усть-Уйского района, где был назначен главным агрономом ввиду полученного специального образования.

### Участие в войне
2 октября 1939 года призван в ряды Рабоче-крестьянской Красной армии и проходил службу на Дальнем Востоке. Там окончил школу младших командиров, после чего служил командиром отделения и помощником командира взвода. Окончив курсы офицеров запаса весной 1941 года, Николай Глебов готовился к демобилизации. Во время Великой Отечественной войны служил на Дальнем Востоке командиром отделения и помощником командира взвода 107-го укрепрайона.
В 1942 году вступил в ВКП(б), в 1952 году партия переименована в КПСС.
Командир взвода связи 125-го отдельного батальона связи 107-го укреплённого района в составе 25-й армии лейтенант Н.П. Глебов принимал участие в советско-японской войне, был награждён медалью «За боевые заслуги». 30 июня 1947 года был демобилизован.

### Послевоенная биография
После демобилизации в 1947 году по решению партийной организации был направлен заведующим сельхозотделом Усть-Уйского райисполкома. На этой должности восстанавливал хлебопашество. В 1952 году был избран вторым секретарём райкома партии.
В 1961 году сменил Ивана Леонтьевича Драчёва на посту первого секретаря Усть-Уйского райкома КПСС Курганской области. Указом Президиума Верховного Совета РСФСР от 1 февраля 1963 года вместо существующего Усть-Уйского района образован Целинный сельский район Курганской области. Указом Президиума Верховного Совета РСФСР от 12 января 1965 года Целинный сельский район Курганской области преобразован в Целинный район Курганской области.
22 февраля 1972 года было опубликовано постановление ЦК КПСС «О подготовке к 50-летию образования Союза Советских Социалистических Республик». Оно вызвало новый прилив трудовой активности во всей стране, в том числе и в Южном Зауралье. В 1972 году с каждого гектара зерновых было собрано по 19 центнеров хлеба.
Указом Президиума Верховного Совета СССР от 13 декабря 1972 года за большие успехи, достигнутые в увеличении производства и продажи государству зерна, других продуктов земледелия, и проявленную трудовую доблесть на уборке урожая Николаю Прокопьевичу Глебову было присвоено звание Героя Социалистического Труда с вручением ордена Ленина и медали «Серп и Молот».
Под его руководством Целинный район стал крупным поставщиком государству сельскохозяйственной продукции: валовое производство зерна в 1978 году достигло 210 тысяч тонн, а ежегодная продажа хлеба государству с 25 тысяч тонн в 1953 году выросла до 130 тысяч тонн. Продажа молока увеличилась в 5,5 раза, а мяса — в шесть раз, мясо стали производить за полтора месяца столько, сколько за весь 1953 год.
За время работы на посту первого секретаря райкома в районе обустраивались сёла и деревни, были построены шоссейные и асфальтированные дороги, линии электропередач, а также налажено регулярное автобусное сообщение со всеми деревнями и сёлами.
За время работы неоднократно избирался членом обкома партии, представлял областную партийную организацию на XXIV съезде КПСС.
С выходом на пенсию в 1977 году переехал в Курган, где работал ответственным секретарём Курганского областного комитета защиты мира и областной комиссии содействия Советскому фонду мира.
Николай Прокопьевич Глебов умер 27 августа 1987 года, похоронен на Новом Рябковском кладбище города Кургана Курганской области, на центральной аллее.

## Награды
- Герой Социалистического Труда, 13 декабря 1972 года
  - Орден Ленина № 421070
  - Медаль «Серп и Молот» № 15128
- Орден Октябрьской Революции, 8 апреля 1971 года
- Орден Отечественной войны II степени, 6 ноября 1985 года[3]
- Орден Трудового Красного Знамени, трижды: 11 января 1957 года, 22 марта 1966 года, 23 декабря 1976 года
- медали, в т.ч.
  - Медаль «За боевые заслуги», 23 сентября 1945 года[4]

## Семья
Жена Глебова Екатерина Григорьевна (2 декабря 1921 — 17 мая 1997)